# Linnusitamaa
Linnusitamaa är en ö i Estland. Den ligger söder om Abrö i Lääne-Saare kommun i landskapet Saaremaa (Ösel), 200 km sydväst om huvudstaden Tallinn.